# Відносини між Центральноафриканською Республікою та Німеччиною
Відносини між Центральноафриканською Республікою та Німеччиною — двосторонні відносини між Центральноафриканською Республікою (ЦАР) та Німеччиною. Відносини між обома країнами описані Федеральним міністерством закордонних справ як «безпроблемні, але низької інтенсивності». З моменту закриття посольства Німеччини в Бангі посольство Німеччини в Камеруні відповідає за відносини з Центральноафриканською Республікою. Центральноафриканська Республіка — одна з небагатьох країн, яка не має власного посольства в Німеччині. За відносини з Німеччиною відповідає посольство Центральної Африки в Парижі.

## Історія
Балтійський німецький дослідник Африки Георг Швайнфурт відкрив річку Уель у 1870 році та дослідив території, розташовані на території сучасної Центральноафриканської Республіки. У 1911 році Марокко-Конголезький договір приєднав регіон Мбаїкі до колонії Камерун, і таким чином, частина сучасної території деякий час перебувала під німецькою колоніальною адміністрацією.
У 1960 році Західна Німеччина на чолі з канцлером Конрадом Аденауером і Центральноафриканська Республіка, яка двома роками раніше стала незалежною від Франції, встановили дипломатичні відносини під керівництвом президента Давида Дакко. Наступного року Генріх Сарторіус обійняв посаду першого посла. 18 грудня 1972 року Центральноафриканська Республіка також встановила відносини з Німецькою Демократичною Республікою (НДР) після того, як Західна Німеччина відмовилася від доктрини Хальштейна.
У 1977 році Жан-Бедель Бокасса коронувався як імператор Центральної Африка. Як спеціальний посол Німеччини Гаральд Граф фон Посадовський-Венер бере участь у церемонії коронації. З 1981 року німецький юрист Рольф Кніпер виступає юридичним радником імператора Центральної Африка.
У 1997 році посольство Німеччини в Центральноафриканській Республіці закрилося.
У 2014 році Бундестаг відправив 80 німецьких солдатів для місії ЄС EUFOR RCA в Центральноафриканській Республіці.

## Економічні відносини
Економічні зв'язки майже не розвинені. У 2021 році обсяг торгівлі між двома країнами склав 10,7 млн євро. Німецький експорт становив 9,1 млн євро, тоді як Німеччина імпортувала з Центральноафриканської Республіки товарів на 1,6 млн євро.
Німеччина надає допомогу в розвитку Центральноафриканській Республіці. У 2014 році Німеччина виділила 145 мільйонів євро на реконструкцію системи охорони здоров'я та заходи щодо боротьби з голодом у країні, яку сколихнула громадянська війна.